# Giro reverso duplo
O giro reverso duplo é um movimento de dança de salão usado na valsa e no quick-step, que normalmente gira uma volta completa em um compasso de música, embora possa girar em qualquer lugar de 3⁄4 para uma volta completa.

## Trabalho de pé
O giro reverso duplo consiste em um pivô de calcanhar para a cruz vienense (o pé esquerdo cruzando na frente do pé direito) para o seguidor e um giro reverso para o pivô do pé para o líder.
Líder (homem)
| Bater | Posição do pé                            | Alinhamento                      | quantidade de turno       | trabalho de pés        |
| ----- | ---------------------------------------- | -------------------------------- | ------------------------- | ---------------------- |
| 1     | Pé esquerdo para a frente                | Enfrentando a linha de dança     | Comece a virar à esquerda | Calcanhar – dedo do pé |
| 2     | Pé direito para o lado                   | Parede diagonal de apoio         | entre 1 e 2               | Dedo do pé             |
| 3     | Pé esquerdo fecha ao pé direito sem peso | De frente para a parede diagonal | entre 2 e 3               | Dedo do pé             |

Seguidora (senhora)
| Bater | Posição do pé                                   | Alinhamento                  | quantidade de turno       | trabalho de pés        |
| ----- | ----------------------------------------------- | ---------------------------- | ------------------------- | ---------------------- |
| 1     | pé direito atrás                                | Linha de dança de apoio      | Comece a virar à esquerda | Toe – calcanhar        |
| 2     | Pé esquerdo fecha ao pé direito                 | Enfrentando a linha de dança | entre 1 e 2               | Calcanhar – dedo do pé |
| &     | Pé direito para o lado e ligeiramente para trás | parede de fundo              | entre 2 e "&"             | Dedo do pé             |
| 3     | Pé esquerdo cruza na frente do pé direito       | Parede diagonal de apoio     | entre "e" e 3             | Toe - calcanhar        |